# Longueval-Barbonval
Longueval-Barbonval ist ein Ort und eine ehemalige französische Gemeinde mit 502 Einwohnern (Stand: 1. Januar 2022) im Département Aisne in der Region Hauts-de-France.
Mit Wirkung vom 1. Januar 2016 wurde Longueval-Barbonval mit Glennes, Merval, Perles, Révillon, Vauxcéré und Villers-en-Prayères zur Commune nouvelle Les Septvallons zusammengeschlossen. Alle ehemaligen Gemeinden verfügen in der neuen Gemeinde über den Status einer Commune déléguée. 

## Lage
Nachbarorte sind Viel-Arcy im Nordwesten, Villers-en-Prayères im Norden, Révillon im Nordosten, Serval im Osten, Blanzy-lès-Fismes im Süden, Vauxcéré im Südwesten und Dhuizel im Westen.

## Bevölkerungsentwicklung
| Jahr      | 1962 | 1968 | 1975 | 1982 | 1990 | 1999 | 2008 | 2015 |
| --------- | ---- | ---- | ---- | ---- | ---- | ---- | ---- | ---- |
| Einwohner | 287  | 318  | 310  | 343  | 358  | 406  | 474  | 490  |

## Sehenswürdigkeiten
- Kirche Saint-Pierre in Barbonval, seit 1922 Monument historique
- Kirche Saint-Macre in Longueval, seit 1921 Monument historique
- Flurkreuz (Croix de cimetière), Monument historique
- Kriegerdenkmal
- Oratorium

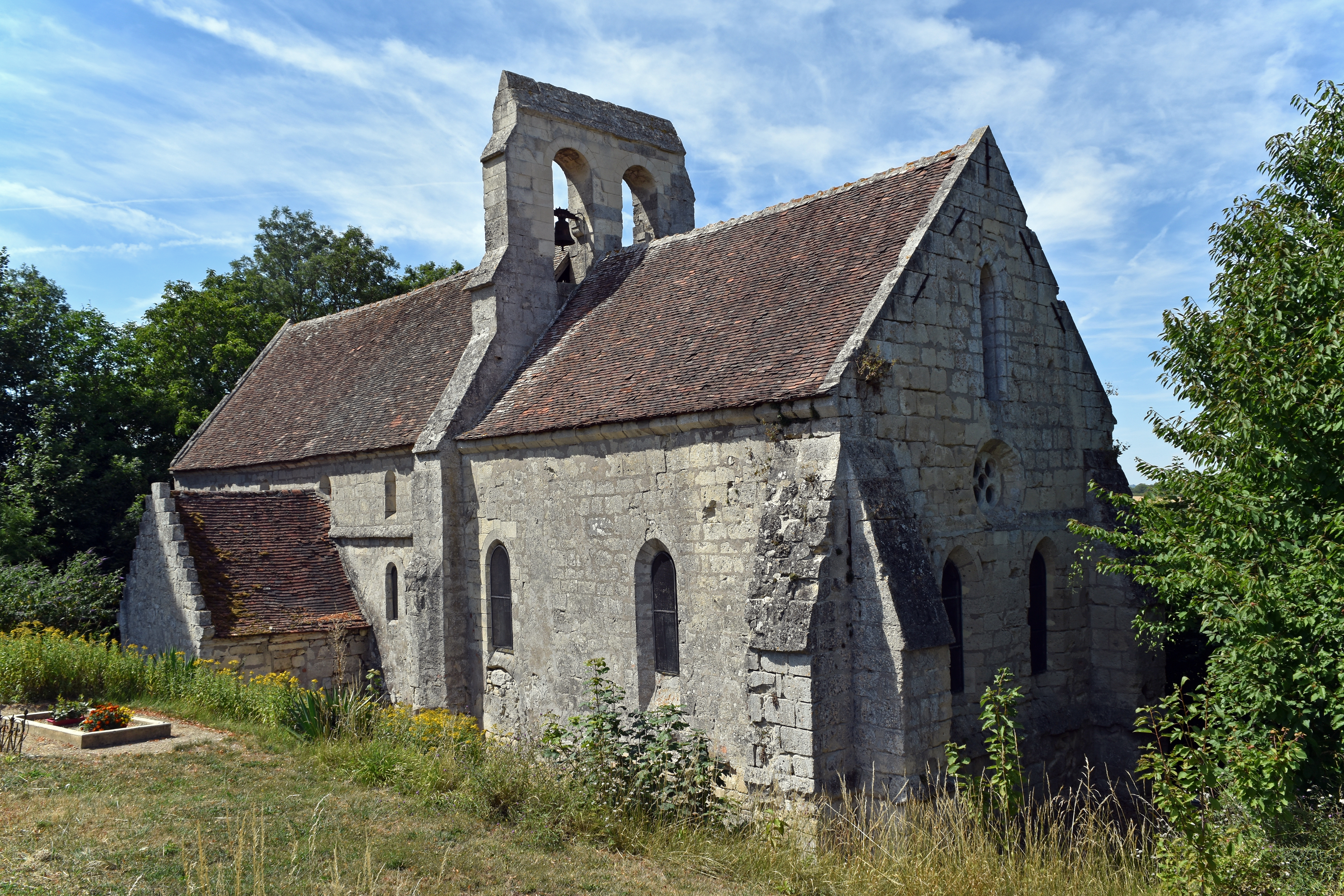
Kirche Saint-Pierre
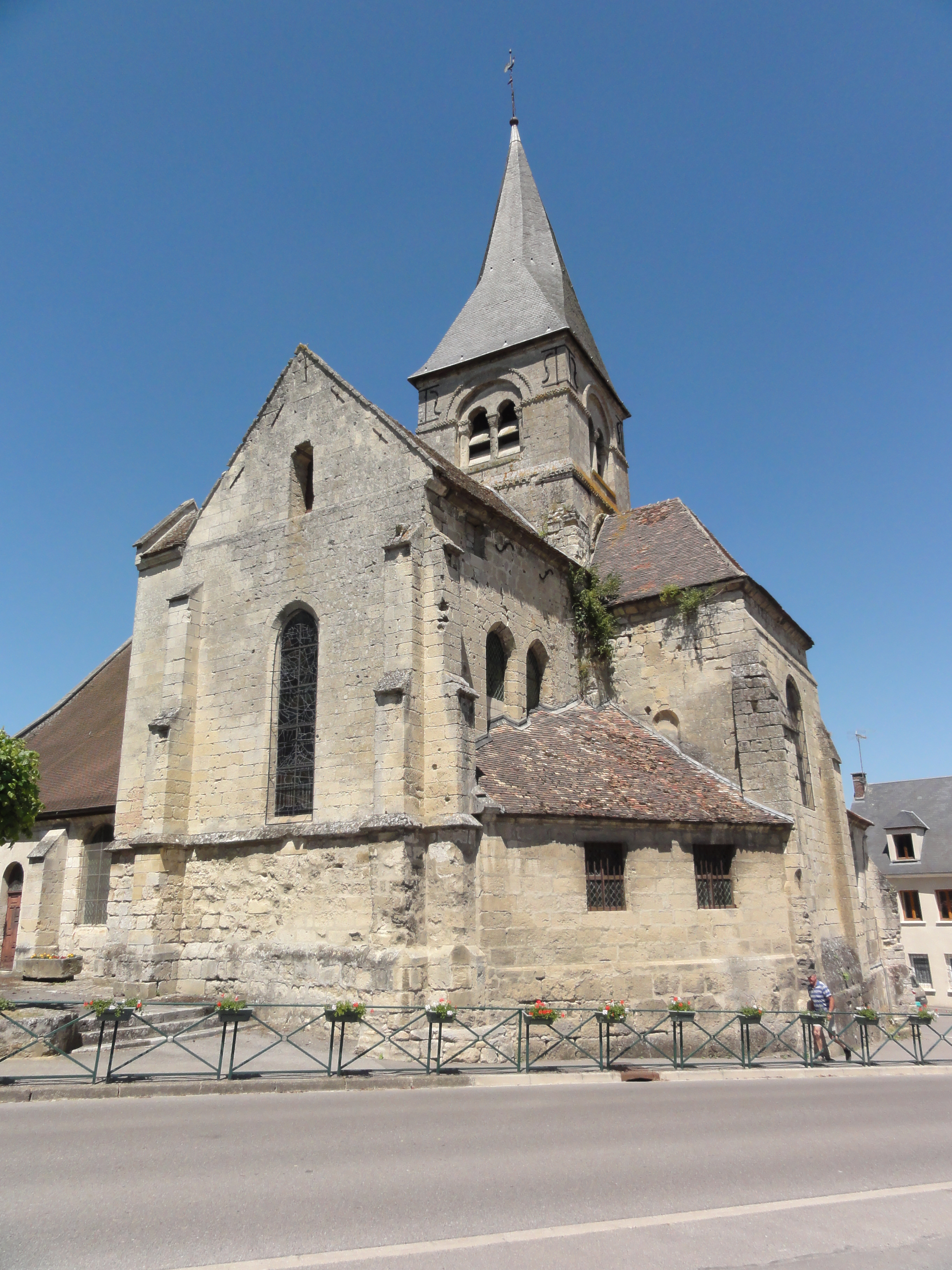
Kirche Sainte-Macre